# Jens Kampmann
Jens Kampmann, född 30 mars 1937 på Frederiksberg, är en dansk ämbetsman, socialdemokratisk politiker, f.d. statsråd och direktör för Miljøstyrelsen. Han var folketingsledamot 1966-1978.
Jens Kampmann är son till Danmarks statsminister Viggo Kampmann. Han tog studentexamen 1955 och blev pol.kand. vid Köpenhamns universitet 1962. Han var därefter ämbetsmän på danska utbildningsdepartementet (1962-1964) och finansdepartement (1964-1971). Under 1960-talet var han även engagerad i Frit Forum (1964-1965) och fraktionen Socialdemokratisk samfund (1965-1968), samt redaktör för partiets tidskrifter Verdens Gang (1968-1970) och Ny Politik (1970-1971). Han var även styrelseledamot i Danmarks naturskyddsförening (1970-1971).
Kampmann blev invald i Folketinget 1966. I samband med att Socialdemokraterna återvann regeringsmakten 1971 utsågs han till infrastruktur- och miljöminister. Han lade bl.a. fram Perspektivplanregegørelsen (PPII), som var en plan över hur infrastrukturen skulle utvecklas i Danmark till 1987. Denna plan innebar minskade satsningar på utbyggnaden av motorvägsnätet och högre prioritering av kollektivtrafiken, detta som ett resultat av oljekrisen 1973. Han var även en av de drivande bakom upprättandet av ett självständigt miljödepartement. Efter regeringens avgång i december 1973 blev han åter ordinarie folketingsledamot. Han var sedan skatteminister 1977-1978. Han tvingades överge sina planer på en skattereform med avdragssanering och lämnade politiken 1978.
Kampmann var sedan direktör för Miljøstyrelsen (1978-1990) och Invest Miljø A/S (1990-2006). Han blev ordförande av Kattegattkommittén 2009, som arbetar för en fast förbindelse över Kattegatt mellan Själland och Jylland.

## Övriga förtroendepuppdrag
- Representant för Jord og Beton (1975-1977)
- Styrelseledamot i DDL (1974-1977, varav som vice ordförande 1976-1977)
- Representant för SAS (1974-1977), styrelseledamot (1976-1977)
- Styrelseledamot i Dansk Geoteknisk Institut
- Styrelseledamot i A/S Chemcontrol
- Styrelseledamot i Korrisionscentralen
- Representant för Jyske Bank
- Representant för Bankrådet
- Styrelseledamot i Århus universitet (2007-)